# 南直哉 (禅僧)
南 直哉（みなみ じきさい、1958年5月2日 - ）は、日本の曹洞宗の禅僧。福井県霊泉寺住職、青森県恐山菩提寺院代（山主代理）。

## 略歴
長野県長野市出身。早稲田大学第一文学部卒業後、大手百貨店勤務を経て、1984年に曹洞宗で出家得度。同年に曹洞宗大本山永平寺に入山し、同寺で約20年の修行生活を送る。2003年に同寺を下山。青松寺に立ち上げた超宗派の若手僧侶の修行道場「獅子吼林サンガ」主幹を経て、霊泉寺住職および恐山菩提寺院代。
輪廻は仏教に不要だと主張している。

### 受賞歴
- 2018年、『超越と実存』で第17回小林秀雄賞[7]

## 著書

### 単著
- 『語る禅僧』 朝日新聞社、1998年1月／ちくま文庫、2010年11月[注釈 2]
- 『日常生活のなかの禅』 講談社選書メチエ、2001年4月
- 『「問い」から始まる仏教』 佼成出版社、2004年1月／改題『自分をみつめる禅問答』 角川ソフィア文庫、2011年12月
- 『老師と少年』 新潮社、2006年10月／新潮文庫、2009年12月[注釈 3]
- 『「正法眼蔵」を読む』 講談社選書メチエ、2008年7月
- 『賭ける仏教 出家の本懐を問う6つの対話』 春秋社、2011年7月
- 『なぜこんなに生きにくいのか』 講談社インターナショナル、2008年11月／新潮文庫、2011年9月
- 『恐山 死者のいる場所』 新潮新書、2012年4月
- 『善の根拠』 講談社現代新書、2014年12月
- 『刺さる言葉「恐山あれこれ日記」抄』 筑摩書房、2015年5月
- 『「悟り」は開けない』 ベストセラーズ「ベスト新書」、2017年7月
- 『禅僧が教える 心がラクになる生き方』 アスコム、2017年7月／改題『「前向きに生きる」ことに疲れたら読む本』アスコム、2022年2月
- 『超越と実存 「無常」をめぐる仏教史』 新潮社、2018年1月
- 『仏教入門』講談社現代新書、2019年7月
- 『死ぬ練習』宝島社、2020年9月
- 『正法眼蔵　全　新講（全14巻・別巻１）』第一巻（シリーズ刊行開始）春秋社　2023年11月　ISBN　	9784393152331
  - 第二巻　2025年5月　ISBN　9784393152348
- 『苦しくて切ないすべての人たちへ』新潮新書、2024年４月

### 共著
- 『やさしい「禅」入門』 立松和平との共著、新潮社、2004年11月
- 『〈問い〉の問答』 玄侑宗久との共著、佼成出版社、2008年1月
- 『人は死ぬから生きられる』 茂木健一郎との共著、新潮新書、2009年4月
- 『出家の覚悟』 アルボムッレ・スマナサーラとの共著、サンガ、2009年5月。サンガ選書、2011年1月。サンガ文庫、2019年4月
- 『サンガジャパン Vol.5』 アルムボッレ・スマナサーラほかとの共著、サンガ、2011年4月
- 『覚悟の決め方 僧侶が伝える15の智慧』 河野太通、釈徹宗、田口弘願との共著、扶桑社、2011年6月
- 『復興の精神』 養老孟司、茂木健一郎、山内昌之、大井玄、橋本治、瀬戸内寂聴、曽野綾子、阿川弘之との共著、新潮社、新潮新書、2011年6月
- 『禅とハードル』 為末大との共著、サンガ、2013年2月
- 『サンガジャパン Vol.14』 鎌田東二ほかとの共著、サンガ、2013年6月
- 『サンガジャパン Vol.20』 アルムボッレ・スマナサーラほかとの共著、サンガ、2015年4月
- 『サンガジャパン Vol.21』 宮崎哲弥ほかとの共著、サンガ、2015年8月
- 『禅と福音』 来住英俊との共著、春秋社、2016年8月
- 『僧侶が語る死の正体』 ネルケ無方、プラユキ・ナラテボー、釈徹宗、アルボムッレ・スマナサーラとの共著、サンガ、2016年10月
- 『死と生　恐山至高対談』 鎌田東二との共著、東京堂出版、2017年9月
- 『生死の覚悟』高村薫との共著、新潮新書、2019年5月
- 『不要不急　苦境と向き合う仏教の智慧』横田南嶺、細川晋輔、藤田一照、阿純章、ネルケ無方、露の団姫、松島靖朗、白川密成、松本紹圭との共著　新潮新書、2021年
- 『老い方　死に方』養老孟司ほかとの共著　PHP研究所　2023年8月
- 『親鸞万華鏡』武田鉄矢　芹沢俊介　若松英輔　桜井洋子　中島岳志石川九楊　末木文美士、等との共著　東本願寺出版　2023年12月

### 解説
- 養老孟司『解剖学教室へようこそ』 ちくま文庫、2005年

## 出演
TV
- 『ブラタモリ 第214回 -恐山〜なぜ恐山で死者に会えると思うのか?〜-』（NHK、2022年9月10日放映）